# WOH S264
WOH S264 ([W60] B90)는 대마젤란 은하에 존재하는 크고 매우 밝은 적색 초거성이다.

## 발견
WOH S264는 1956년 칼 고든 헤니즈가 대마젤란 은하의 H-알파 방출성과 성운 목록에서 발견했다. 그는 그것을 LHA 120-N 132E로 명명했는데, 이는 플레이트 120의 방출선 성운 132E를 나타낸다. LHA는 원래 LHα였으며 라몬-허시 천문대에서 확인된 H-알파 방출 천체를 나타낸다.
WOH S264라는 명칭은 웨스터룬드, 올랜더 및 헤딘의 1981년 조사에서의 초거성 264임을 나타낸다.

## 성질
WOH S264는 대마젤란 은하에서 가장 반지름이 크고 가장 광도가 높은 적색초거성 중 하나로 여겨지며, 광도는 태양광도 280,000배 이상, 반지름은 태양반경 약 1,390배이다. 광도와 반경 범위를 더 확실하게 제한하기 위해서는 추가 조사가 필요하다.

## 같이 보기
- WOH G64